# Alois Bachinger
Alois Bachinger (* 13. April 1914 in Gaspoltshofen; † 28. September 1988 ebenda) war ein österreichischer Politiker (VdU/FPÖ) und Landwirt. Er war Abgeordneter zum Oberösterreichischen Landtag, FPÖ-Klubobmann und Dritter Landtagspräsident.

## Ausbildung und Beruf
Bachinger besuchte nach der Volksschule eine Hauptschule und kam nach dem Ausbruch des Zweiten Weltkriegs 1939 als Flieger zum Jagdgeschwader Mölders. Er geriet 1945 als Fähnrich der Luftwaffe auf der Insel Bornholm in sowjetische Kriegsgefangenschaft und kehrte noch im selben Jahr aus dieser zurück. 1947 übernahm er als Landwirt den elterlichen Hof in Gaspoltshofen.

## Politik und Funktionen
Bachinger war bereits in jungen Jahren bei der Jugendorganisation des Landbund aktiv und wirkte dort zwischen 1931 und 1934 als Bezirksobmann. Er war zudem im Deutschen Turner-Bund und im Schulverein Südmark engagiert. Auf Grund seiner Beteiligung am Juliputsch wurde er 1934 drei Monate im Anhaltelager Wöllersdorf inhaftiert.
Er gehörte nach dem Zweiten Weltkrieg zu den Gründungsmitgliedern des Verbandes der Unabhängigen und wurde 1949 zum Obmann-Stellvertreter der Landesgruppe Oberösterreich gewählt und wirkte zudem ab 1951 als Bezirksobmann für den Bezirk Grieskirchen. Er blieb bis 1953 in seiner Funktion als Obmannstellvertreter und wurde 1955 in der Nachfolgepartei des Verbandes der Unabhängigen, der Freiheitlichen Partei Österreichs (FPÖ) wieder in diese Funktion gewählt. Ebenso war er bis 1970 auch als Bezirksobmann der FPÖ-Grieskirchen engagiert.
Als politischer Mandatar war er ab 1955 als Gemeinderat sowie als Mitglied des Gemeindevorstandes von Gaspoltshofen aktiv, zudem war er rund 36 Jahre Abgeordneter zum Landtag. Er war zwischen dem 5. November 1949 und dem 18. November 1955 Vertreter des VdU und danach bis zum 27. Oktober 1985 Vertreter der FPÖ im Landtag. Er hatte im Landtag ab seiner Angelobung bis zum 15. November 1973 das Amt des Klubobmanns seiner Fraktion inne und war langjähriger Landtagspräsident. Er hatte die Funktion des Dritten Landtagspräsidenten zwischen dem 17. November 1954 und dem 18. November 1955 inne, war vom 17. November 1967 bis zum 15. November 1973 Zweiter Landtagspräsident und übernahm danach vom 16. November 1973 bis zum 27. Oktober 1985 wieder das Amt des Dritten Landtagspräsidenten. Zudem gehörte Bachinger lange Zeit den Ausschüssen für Straßen, Immunität sowie Volkswirtschaft an. Des Weiteren war er vom 22. Oktober 1967 bis zum 21. Oktober 1973 Bürgermeister von Gaspoltshofen.
Bachinger war zudem zwischen 1963 und 1972 Agrarreferent der FPÖ, ab 1965 Mitglied des Bezirksschulrates Grieskirchen, ab 1972 Mitglied des Raumordnungsbeirates und landwirtschaftlichen Siedlungsfonds und ab 1972 Mitglied des Landwirtschaftlichen Siedlungsfonds. Er wirkte zudem als Mitglied des Sozialhilfebeirat, als Mitglied der Bergbauernkommission und als Mitglied des Verwaltungsausschusses der Sparkasse Haag am Hausruck. Er war des Weiteren Aufsichtsratsmitglied der Kabelfernsehgesellschaft Oberösterreich und Mitglied der Grundverkehrskommission Oberösterreich.

## Privates
Bachinger wurde als Sohn des Bürgermeisters von Gaspoltshofen und Landbund-Funktionärs Johann Bachinger geboren, sein Onkel Franz Bachinger war ebenfalls Politiker. Alois Bachinger heiratete 1947 Josefine Heitzinger und wurde Vater eines Sohnes und einer Tochter.

## Auszeichnungen
- Goldenes Ehrenzeichen für Verdienste um die Republik Österreich[1] (1964)
- Ernennung zum Ökonomierat (1973)
- Goldenes Ehrenzeichen des Landes Oberösterreich (1974)
- Großes Silbernes Ehrenzeichen mit dem Stern für Verdienste um die Republik Österreich[1] (1979)
- Ehrenbürger der Gemeinde Gaspoltshofen (1980)
- Dinghofer-Medaille der FPÖ (1985)
- Goldene Medaille des Kameradschaftsbundes